# Крена (Асти)
Крена је насеље у Италији у округу Асти, региону Пијемонт.
Према процени из 2011. у насељу је живело 28 становника. Насеље се налази на надморској висини од 222 м.